# بورتر جارفيس
بورتر جارفيس (بالإنجليزية: Porter Jarvis)‏ هو شخصية أعمال أمريكي، ولد في 6 نوفمبر 1902، وتوفي في 23 ديسمبر 1991.